# Nicola Renzi
Nicola Renzi (ur. 18 lipca 1979 w San Marino) – polityk sanmaryński.
W dniu 1 października 2015 roku objął urząd kapitana regenta San Marino razem z Lorellą Stefanelli. 27 grudnia 2016 został wybrany przez parlament sekretarzem stanu do spraw politycznych i zagranicznych.